# PRO.BG
PRO.BG е бивш български телевизионен канал.
Стартира на 4 юли 2009 г., наследявайки TV2. Каналът се излъчва ефирно в цялата страна. PRO.BG притежава и собствена радиостанция – PRO.FM.
За няколко месеца каналът рекордно повишава рейтинга си и става една от най-гледаните телевизии в страната. PRO.BG е политематичен канал с развлекателна насока. Новините на PRO.BG се излъчват всеки ден в 7:00, 17:00, 18:45 и 21:30 часа. Първата емисия новини е излъчена на 20 октомври 2008 г. Водещи са Валентина Войкова, Лиляна Боянова и Гергана Кънчева. От 6 юли 2009 г. медията стартира и сутрешни новини с водещи Георги Любенов и Вяра Деянова. PRO.BG привлича аудитория с излъчванията на българското футболно първенство. Каналът, заедно с RING.BG излъчват между четири и шест мача от всеки кръг.
В началото телевизията се излъчва ефирно в големите градове: Благоевград (49 канал), Бургас (21 канал), Варна (11 канал), Велико Търново (50 канал), Видин (32 канал), Враца (52 канал), Габрово (53 канал), Добрич (31 канал), Кърджали (39 канал), Кюстендил (28 канал), Ловеч (52 канал), Монтана (57 канал), Пазарджик (51 канал), Перник (31 канал), Плевен (40 канал), Пловдив (55 канал), Разград (25 канал), Русе (29 канал), Силистра (24 канал), Сливен (28 канал), Смолян (21 канал), София (55 канал), Стара Загора (40 канал), Тервел (53 канал), Търговище (53 канал), Хасково (55 канал), Шумен (29 канал).
През 2009 г. PRO.BG печели нови лицензии за ефирно излъчване в още 25 града. В началото на 2010 г. са включени нови предаватели в 13 града: Брацигово (41 канал), Велинград (48 канал), Гоце Делчев (48 канал), Димитровград (42 канал), Дупница (53 канал), Казанлък (35 канал), Карлово (41 канал), Нова Загора (41 канал), Правец (42 канал), Разлог (33 канал), Севлиево (57 канал), Троян (51 канал), Ямбол (29 канал). През лятото на 2010 г. започва излъчване в Бяла (26 канал), Девня (52 канал), Елена (28 канал), Исперих (52 канал), Ихтиман (52 канал), Кнежа (49 канал), Котел (40 канал), Левски (49 канал), Нови пазар (28 канал), Първомай (41 канал), Средец (57 канал), Червен бряг (42 канал).
В началото на 2010 г. компанията Central European Media Enterprises (CME) закупува „БТВ Медиа Груп“. Така компанията стана собственик на два от основните ефирни телевизионни канали в България и решава да закрие PRO.BG. През септември 2010 г., каналът прекрати ефирното излъчване в малките градове, на 30 ноември се излъчва последната емисия новини на канала, а от 1 декември изключи всички предаватели за ефирно излъчване. От 1 януари 2011 г. сигналът на телевизията продължава да се разпространява чрез спътник и кабел без лого. От 18 януари ефирната мрежа се ползва от Телевизия ББТ, а от 22 януари на мястото на PRO.BG по кабел и сателит стартира новият телевизионен канал на „БТВ Медиа Груп“, насочен към мъжката аудитория – bTV Action.